# بولنت شاهينكايا
بولنت شاهينكايا (بالتركية: Bülent Şahinkaya)‏ هو لاعب كرة قدم تركي في مركز الوسط، ولد في 1948 في طرابزون في تركيا، وتوفي في 29 يونيو 2009 في إسطنبول في تركيا. لعب مع طرابزون سبور.